# Zavosyna
Zavosyna, česky také Zausina, ukrajinsky Завосина, maďarsky Szénástelek,  je obec v Dubrynyčsko-Maloberezňanské venkovské komunitě, v okresu Užhorod, v Zakarpatské oblasti na západě Ukrajiny. Patří do obvodu samostatné sídelní rady Malý Berezný. V roce 2025 zde žilo 193 obyvatel.

## Historie
Do uzavření Trianonské smlouvy byla obec součástí Uherska, poté byla (pod názvem Zausina) součástí Československa. Od roku 1945 byla součástí Ukrajinské sovětské socialistické republiky, která byla součástí SSSR. Od roku 1991 je součástí nezávislé Ukrajiny.